# Hellion
Hellion (também conhecido como Retribution) é um filme estadunidense de 2014 dirigido por Kat Candler e que teve sua estreia no Festival Sundance de Cinema de 2014.

## Sinopse
Com treze anos de idade, Jacob com seu comportamento cada vez mais deliquente faz com que a assistente social coloque seu irmão mais novo, Wes, com sua tia. Jacob e seu pai emocionalmente ausente, Hollis, devem, finalmente, assumirem as responsabilidades por suas ações, a fim de trazer Wes para casa.

## Elenco
- Aaron Paul ... Hollis Wilson
- Juliette Lewis ... Pam
- Josh Wiggins ... Jacob Wilson
- Deke Garner ... Wes Wilson
- Jonny Mars ... Duncan
- Annalee Jefferies ... Fran
- Dalton Sutton ... Lance

## Recepção
Hellion recebeu críticas mistas a positivas em sua estreia no Festival de Cinema de Sundance de 2014, embora o desempenho do novato Josh Wiggins tenha sido especialmente elogiado. Em julho de 2020, o filme tinha uma taxa de aprovação de 59% no Rotten Tomatoes, com base em 49 resenhas com uma pontuação média de 6,22 em 10. O filme também tem uma pontuação de 55 de 100 no Metacritic com base em 24 críticos indicando "críticas mistas ou médias". Peter Debruge, em sua crítica para a Variety, comparou o filme com o filme de Terrence Malick de 2011 The Tree of Life e disse que "Hellion oferece um enredo mais convencional, mas essa também é sua principal limitação, reduzindo de alguma forma a complexidade de seu verdadeiro personagem estudo para uma psicologia relativamente direta" e elogiou o desempenho de Wiggins, dizendo que "O recém-chegado Josh Wiggins rouba a cena nesta história de estilo verdadeiro de um agitado delinquente de 13 anos de idade. "